# Адресат

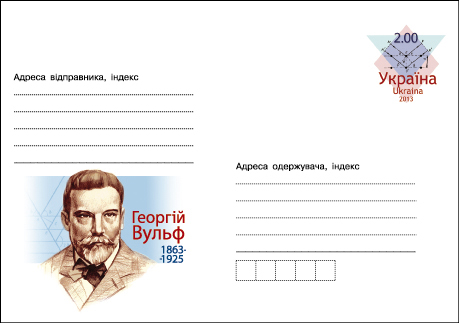
Конверт формату A5. Для запобігання плутанини, поштові терміни франкомовного походження адресант та адресат замінено на відправник та отримувач.

Адреса́т — це особа або організація, якій посилається поштове відправлення; одержувач.
У поштових відправленнях з використанням конвертів, бандеролей або листівок дані одержувача (адресата) зазвичай вказується у правій нижній частині відправлення, а дані відправника (адресанта) — у лівій верхній частині.
Зазвичай дані про отримувача містять таку інформацію:
- Контактна інформація (повне ім'я отримувача)
- Назва компанії та/або її підрозділу (за наявності)
- Поштова адреса (одна-дві строчки, включаючи назву вулицю, номер будинку, офісу чи квартири, населений пункт, район, область та поштовий індекс)

На міжнародному поштовому відправленні найменування адресата та його повну поштову адресу, включаючи назву країни, слід написати латинськими літерами та арабськими цифрами.